# Aricia morronensis
La morena española (Aricia morronensis) es una mariposa de la familia Lycaenidae. Se puede encontrar en España.

## Subespecies
Algunos autores reconocen dos subespecies, Aricia morronensis ramburi y Aricia morronensis hesselbarthi.

## Descripción
Es una pequeña mariposa marrón por su anverso y borde blanco con fimbrias ajedrezadas, con un punto discorde en cada ala, generalmente rodeado de blanco en su alas anteriores, Su envergadura alar es de 22–26 mm.
La parte posterior se adorna con las líneas ocres de puntos negros rodeados de blanco y márgenes anaranjados con lúnulas de color naranja (ausente en algunas subespecies), y una cuña blanca característica.

## Biología
Gusta de los terrenos rocosos, secos, con vegetación dispersa.
Las larvas se alimentan en las hojas del género Erodium, entre ellas Erodium glandulosum. Están atendidos por hormigas.

## Período de vuelo e hibernación
Vuela de 800 a 1800 metros, univoltina, Los adultos vuelan de junio a septiembre en una generación, pero puede darse el caso de tener dos generaciones por año. 
Concretamente la Ultraaricia morronensis hersselbarthi es bivoltina.
La especie pasa el invierno en estado de larva, durante los inviernos es atendido por las hormigas, Lasius Níger, Crematogaster Auberti , Tapinoma erraticum y nigerrimum.